# Seven Seas Explorer
El Seven Seas Explorer es un crucero de lujo operado por Regent Seven Seas Cruises, filial de Norwegian Cruise Line Holdings Ltd. Entró en servicio en el año 2016, se convirtió en el primer barco de nueva construcción para Regent en más de una década y el barco más grande en operar para Regent.